# Desiré Wilson
Desiré Randall Wilson (Johannesburg, 26 de Novembro de 1953) é uma ex-automobilista profissional sul-africana de Fórmula 1.

## Carreira
Desiré é filha de um campeão de motociclismo sul-africano. No mundial de Fórmula 1 teve desempenho inexpressivo. A piloto tentou classificar-se para o Grande Prêmio da Grã-Bretanha de 1980, mas não conseguiu. O que descreveu como "o fim de semana mais decepcionante de sua vida". Entretanto, naquele mesmo ano, na curta série de Fórmula 1 Britânica, também conhecida como Aurora F1, que era disputada com carros antigos de Fórmula 1, ela se tornou a única mulher a vencer uma corrida com um carro de Fórmula 1 quando venceu a etapa de Brands Hatch. Porém tal corrida não valia pontos para o mundial e seu resultado não é homologado. Entretanto, em homenagem a essa conquista, Desiré tem uma arquibancada em Brands Hatch, com o seu nome.
Depois de sua tentativa na Fórmula 1, Wilson participou de outras modalidades, incluindo Fórmula Indy e corridas de carros desportivos. Em 1982, ela inscreveu-se nas 500 Milhas de Indianápolis, mas não conseguiu se classificar.

## Resultados

### Fórmula 1
(Legenda
| Ano  | Equipe              | Chassi        | Motor                | 1   | 2   | 3   | 4   | 5   | 6   | 7   | 8      | 9   | 10  | 11  | 12  | 13  | 14   | Pontos | Posição |
| ---- | ------------------- | ------------- | -------------------- | --- | --- | --- | --- | --- | --- | --- | ------ | --- | --- | --- | --- | --- | ---- | ------ | ------- |
| 1980 | Brands Hatch Racing | Williams FW07 | Ford Cosworth DFV V8 | ARG | BRA | RSA | USW | BEL | MON | FRA | GBR NQ | GER | AUT | NED | ITA | CAN | USA< | —      | —       |

### 500 Milhas de Indianápolis
| Ano  | Chassi    | Motor    | Classificação | Resultado | Equipe          |
| ---- | --------- | -------- | ------------- | --------- | --------------- |
| 1982 | Eagle 81  | Cosworth | DNQ           | DNQ       | Theodore Racing |
| 1983 | March 82C | Cosworth | DNQ           | DNQ       | Wysard Motor Co |
| 1984 | March 83C | Cosworth | DNQ           | DNQ       | Wysard Motor Co |

### 24 Horas de Le Mans
| Ano     | Equipe                  | Co-pilotos                         | Carro                       | Classe | Voltas | Posição no total | Posição na classe |
| ------- | ----------------------- | ---------------------------------- | --------------------------- | ------ | ------ | ---------------- | ----------------- |
| 1982    | Grid Racing             | Emilio de Villota Alain de Cadenet | Grid Plaza S1-Ford Cosworth | C      | 7      | DNF              | DNF               |
| 1983    | Obermaier Racing        | Axel Plankenhorn Jürgen Lässig     | Porsche 956                 | C      | 347    | 7º               | 7º                |
| 1991    | Euro Racing A.O. Racing | Lyn St. James Cathy Muller         | Spice SE90C-Ford Cosworth   | C1     | 47     | DNF              | DNF               |
| Source: |                         |                                    |                             |        |        |                  |                   |

### 24 Horas de Daytona
| Ano     | Equipe                | Co-pilotos                                 | Carro        | Classe | Voltas | Posição no total | Posição na classe |
| ------- | --------------------- | ------------------------------------------ | ------------ | ------ | ------ | ---------------- | ----------------- |
| 1982    | Thunderbird Swap Shop | Preston Henn Marty Hinza                   | Porsche 935  | GTP    | 229    | DNF              | DNF               |
| 1993    | Tom Gloy Racing       | Ron Fellows Tomiko Yoshikawa Pieter Baljet | Ford Mustang | GTS    | 189    | DNF              | DNF               |
| Source: |                       |                                            |              |        |        |                  |                   |

### 12 Horas de Sebring
| Ano     | Equipe                     | Co-pilotos                | Carro          | Classe | Voltas | Posição no total | Posição na classe |
| ------- | -------------------------- | ------------------------- | -------------- | ------ | ------ | ---------------- | ----------------- |
| 1982    | North American Racing Team | Janet Guthrie Bonnie Henn | Ferrari 512 BB | GTP    | 163    | DNF              | DNF               |
| Source: |                            |                           |                |        |        |                  |                   |